# Елецкий, Андрей Васильевич
Князь Андрей Васильевич Елецкий  — сын боярский и голова, московский дворянин и воевода в царствование Ивана Грозного, Фёдора Ивановича и Бориса Годунова.
Младший из трёх сыновей воеводы, князя Василия Ивановича Елецкого.

## Биография
Начал службу в Твери, при дворе царя Симеона Бекбулатовича, и входил в нижнию группу Государева двора и элиту служилых землевладельцев Боровского уезда с окладом 500 четвертей.
Голова в полку левой руки воеводы и князя Василия Юрьевича Голицына (1576). Голова в полку левой руки Михаила Андреевича Безнина, во время похода русского войска из Карелии в Ливонию (ноябрь 1577). Дворянин по Твери с окладом 500 четвертей (1585). Послан в Новгород (1588). Второй воевода в Чернигове «ходил воевать киевские места» (1591—1592). Воевода у засек (1593).
Послан воеводою в Сибирь «идти города ставить вверх Иртыша, на Тару-реку, где бы государю было впредь прибыльнее, чтобы пашню завести и Кучума-царя истеснить…» (1593). Получил под своё командование 1500 человек. Для решительного наступления против сибирского хана Кучума в его рать входили, кроме русских стрельцов и казаков — пленные литовцы, поволжские татары и башкиры, 500 покорённых сибирских татар, причём 300 из них были поставлены под команду татарских же воевод.
Закончив постройку Тарской крепости (зима 1594—1595), трижды посылал на юго-восток смешанные русско-татарские отряды Г. Ясыря и Бориса Доможирова на поиски Кучума, но хан был неуловим и князь Андрей Васильевич вернулся в Москву.
Служил воеводой в Ливнах (1599).
В конце XVI — начале XVII веков выполнял дипломатические поручения: был приставом у польско-литовского посла Сапеги (1600), встречал посла Швеции (1601), встречал в Москве посланца папы Римского.
Владел вотчиной в Московском уезде, которую продал Степану Годунову (1601).
Оставил двух сыновей: князей, стольников Семёна и Фёдора Андреевичей.

## Память
В канун 400-летия города (1994), одной из улиц города Тара присвоено имя его основателя, князя Андрея Елецкого.